# Shefford (Bedfordshire)
Pour les articles homonymes, voir Shefford.
 (février 2025).
Si vous disposez d'ouvrages ou d'articles de référence ou si vous connaissez des sites web de qualité traitant du thème abordé ici, merci de compléter l'article en donnant les références utiles à sa vérifiabilité et en les liant à la section « Notes et références ».
Shefford est une ville et une paroisse civile du Central Bedfordshire, en Angleterre.

## Démographie
En 2021, la population était de 7 307 habitants.